# Gra ciałem
Gra ciałem (czes. Hra na telo) – czechosłowacki dramat psychologiczny w reżyserii Jána Zemana z główną rolą polskiego aktora Marka Frąckowiaka.
Film opowiada historię młodego i perspektywicznego zawodnika hokeja na lodzie, którego postrzeganie świata zmienia się po odniesieniu kontuzji.

## Obsada
- Marek Frąckowiak – Peter Neuman
- Hana Čížková – Eva
- Leoš Suchařípa – Diviš
- Jelena Šebestová – Albína
- Mária Breinerová – Majka
- Katarína Vrzalová – matka Petera
- Josef Vostrčil – ojciec Petera
- Radan Rusev – Kotyza
- Milan Mrukvia – Fero Antal
- Květa Fialová – żona Diviša
- Rudolf Sloboda – lekarz
- Vladimír Kavčiak – Štecko
- Michal Belák – Oravský
- Ivan Vašica – Cop
- Břetislav Guryča – trener kadry narodowej
- Jiří Vondráček – zawodnik kadry narodowej

## Produkcja
Zdjęcia kręcono na Słowacji (Bratysława, Tekovská Breznica w kraju bańskobystrzyckim) oraz w Czechach (Mariańskie Łaźnie w kraju karlowarskim).